# El Zorro, caballero de la justicia
El Zorro, caballero de la justicia ist ein Italowestern, der die Titelfigur des mysteriösen Reiters für Gerechtigkeit nutzt. Im deutschen Sprachraum wurde der 1971 von José Luis Merino mit Charles Quiney in der Hauptrolle inszenierte Film bislang nicht gezeigt.

## Handlung
Der zynische Abenteurer Zack beraubt den alten Westmann Alfaro und dessen Tochter Gladys. Dabei fällt ihm eine Schatzkarte in die Hände, die den Ort eines alten Indianerschatzes zeigt. Der zur Verhinderung von Juwelenraubes tätige Zorro, der im normalen Leben der unauffällige David Sandoval ist, legt Zack und seinen Männern auf dem Weg zum Schatz andauernd Steine in den Weg. Ebenfalls am Schatz interessiert zeigt sich neben den Beraubten auch Miss Cooper, die im Auftrag der Pinkerton-Detektivgesellschaft die Identität von Zorro lüften soll. Wegen der Entweihung der heiligen Gründe droht ein Indianeraufstand, den Zorro jedoch abwenden kann, indem er Zacks Pläne verhindert und Alfaro und Gladys – in die er sich verliebt hat – überzeugt, ebenfalls die Hände davon zu lassen. Miss Cooper kann den wahren Zorro ausfindig machen, aber durch geschicktes Taktieren überzeugt sie David Sandoval, dass sie da einem Irrtum unterliegt.

## Kritik
„Ein Abenteuerfilm, dessen Geschichte einfallslos und dessen technische Ausführung unzureichend ist“, urteilten die Segnalazioni Cinematografiche.